# Lůmek u Bečvár
Lůmek u Bečvár je přírodní památka ev. č. 1016, která se nachází na jihozápadním okraji obce Bečváry v okrese Kolín. Chráněné území je ve správě Krajského úřadu Středočeského kraje.

## Předmět ochrany
Důvodem ochrany je jediný známý výskyt horniny griquaitu v ČR, což je forma eklogitu (s monoklinickým i rombickým pyroxenem).

## Popis
Území přírodní památky tvoří několik terénních stupňů, zbytků po lomové činnosti, s maximální výškou 6 metrů.